# Estació d'Arahal
Arahal o El Arahal és una estació de ferrocarril situada al municipi espanyol homònim, a la província de Sevilla, comunitat autònoma d'Andalusia. Té serveis de Mitjana Distància operats per Renfe.
Es troba al punt quilomètric 27 de la línia de ferrocarrils d'ample ibèric Utrera-Fuente de Piedra, a 94,49 metres d'altitud. El tram és de via única i està sense electrificar.
L'estació va ser oberta al tràfic al 8 d'octubre de 1868 amb l'obertura de la línia que unia Utrera amb Osuna. Des del 31 de desembre de 2004, Adif és titular de les instal·lacions.

## Serveis ferroviaris

### Mitjana distància
Renfe Operadora presta serveis de Mitjana Distància a l'estació gràcies a la seva línia 67 que uneix Sevilla amb Màlaga. La freqüència mitjana és de 4 trens diaris. Alguns relacions finalitzen o comencen el recorregut a Osuna.
| Línia MD | Trens | Origen/Destí        |  | Destí/Origen                |
| -------- | ----- | ------------------- |  | --------------------------- |
| 67       | MD    | Sevilla-Santa Justa |  | Osuna Màlaga-María Zambrano |